# Шоуа, Александр Вячеславович
Александр Вячеславович Шоуа (абх. Алықьсандр Виачеслав-иԥа Шьоуа; род. 26 декабря 1973, Очамчира, Абхазская АССР, Грузинская ССР, СССР) — российский композитор и певец, участник группы «Непара» (с 2002) — руководитель группы. Заслуженный артист Республики Абхазия (2014) и Республики Южная Осетия (2014).

## Биография
Александр Шоуа родился 26 декабря 1973 года в Очамчире. Мать — Марина Александровна Шоуа (девичья фамилия Бланк). Отец — Вячеслав Алексеевич Шоуа. Младший брат — Беслан Вячеславович Шоуа.
Девять лет учился в музыкальной школе по классу фортепиано. Затем поступил в Сухумское музыкальное училище, но из-за начавшегося грузино-абхазского вооружённого конфликта не успел окончить. Был вынужден покинуть родной город и переехал в Москву, где устроился работать грузчиком в продуктовом магазине.

### Личная жизнь
В 2012 году женился во второй раз на юристе Наталье. В 2014 году появилась дочь Таисия. Также есть дочь Майя от первого брака.
14 августа 2023 родился сын, Аарон.

## Карьера
Участвовал в музыкальном коллективе «Анбан». Был бэк-вокалистом, клавишником и аранжировщиком поп-группы «Арамис», затем некоторое время работал демо-вокалистом в Германии по контракту с «PolyGram», одной из крупнейших в Европе звукозаписывающих компаний.
В 2002 году вместе с Викторией Талышинской создал дуэт «Непара», где выступал в роли исполнителя и композитора.
В 2012 году начал сольную карьеру. Первой песней, попавшей в ротации, стала «Солнце над моей головой». Затем вышел клип «Миллион звуков». В 2013 году возобновил деятельность в рамках дуэта «Непара». Первой песней вновь воссозданного дуэта стала «Тысяча снов».
6 января 2014 года указом Президента Южной Осетии Александру присвоили Звание Заслуженный артист Республики Южная Осетия.
В 2016 году Александр Шоуа выпустил сольный альбом «Голос твой», записанный в 2012—2013 годах. В том же году стал исполнителем гимна Чемпионата Мира по футболу ConIFA.
В 2017 году получает премию «Шансон года» российской радиостанции «Шансон».
Летом 2018 года провёл фотовыставку собственных работ «Книга путешествий». В ноябре провёл благотворительный концерт, посвящённый спасению пальм в Абхазии. 1 декабря стал председателем жюри конкурса «Мисс Офиса 2018». В том же году принял участие в 3-м сезоне шоу «Три аккорда» на Первом канале. А 18 сентября 2019 года выступил с другими участниками шоу на сборном концерте в Crocus City Hall.
13 сентября 2019 на пресс-конференции вместе с Олегом Некрасовым заявили об окончательном распаде «Непары». Шоуа на конференции представляет свой новый сольный альбом и видеоклип «Останови меня».
В начале 2020 года приобрёл права на бренд «Непара». Участвовал в шоу «Ну-ка, все вместе!» на телеканале «Россия 1» в качестве члена жюри. Планировал представлять Россию на «Евровидении» с песней «The Enemy Inside», но не был выбран. В марте стал специальным гостем телешоу «Маска» на канале НТВ (в образе Львёнка). В сентябре Александр дал интервью певице Валерии, где рассказал о причинах распада группы Непара.
В октябре 2020 года Александр Шоуа и Светлана Назаренко (Ая) из группы «Город 312» выступают дуэтом в теле-шоу «Три аккорда»; певцы исполнили песню Евгения Мартынова «Скажи мне, вишня».
14 февраля 2021 в эфирной сетке Первого канала стартовал пятый сезон шоу перевоплощений «Точь-в-точь», участником которого стал Александр. 
В июле 2021 года принял участие в шестом выпуске шестого сезона теле-шоу «Три аккорда». Вместе с актрисой Аглаей Шиловской исполнили песню из репертуара Стаса Михайлова и Таисии Повалий «Отпусти».
В сентябре 2021 года принял участие в эфире шоу Аллы Довлатовой на Русском радио, где подтвердил многие факты своей биографии.
В октябре 2021 года принял участие в шоу «Дуэты» на телеканале Россия 1, где вместе с певицей Валерией исполнил песню Stop из репертуара Sam Brown.
В июле 2022 Александр Шоуа и группа Непара приняли участие в мероприятии AguTeens Music Forum Гала-концерт III Музыкального образовательного форума Леонида Агутина.
Осенью 2022 года участвовал в шоу «Аватар» на НТВ в роли «человек-амфибия».
Осенью и зимой 2023 года участвовал в шоу "Фантастика" на Первом канале, управлял аватаром Зая.
В мае 2024 года получил премию телеканала RU.TV в номинации «За вклад в развитие Российского Шоу-Бизнеса».
1 декабря 2024 года группа Непара и Александра Шоуа получают премию «Звезды дорожного радио»
7 декабря  2024 г. Александр Шоуа получает «Песню года 2024» за песню «Ты настоящая». Автор музыки Алексей Бабкин, автор слов Андрей Максимов.

## Общественная позиция
Поддержал вторжение России на Украину. Участвовал в сборных концертах в поддержку России. Резко осудил уехавших из России артистов.

## Дискография

### Альбомы

#### В составе дуэта «Непара»
- 2003 — «Другая семья» (получил статус платинового)
- 2006 — «Всё сначала»
- 2009 — «Обречённые/Обручённые»
- 2022 — «20»

#### Сольные
- 2016 — «Голос твой»
- 2019 — «Останови меня»

### Сборники

#### В составе «Непара»
- 2009 — «Выйди на связь»
- 2010 — «Любовь, которая была»
- 2011 — «В облаках»

### Видеоклипы
| Год                | Видеоклип           | Режиссёр           |
| В составе «Непара» | В составе «Непара»  | В составе «Непара» |
| ------------------ | ------------------- | ------------------ |
| 2002               | «Другая причина»    | Георгий Тоидзе     |
| 2003               | «Они знакомы давно» | Владилен Разгулин  |
| 2004               | «Бог тебя выдумал»  | А. Тишкин          |
| 2006               | «Плачь и смотри»    | Владилен Разгулин  |
| 2007               | «Беги-беги»         | Владилен Разгулин  |
| 2011               | «В облаках»         | Владилен Разгулин  |
| 2013               | «Тысяча снов»       | Владилен Разгулин  |
| 2016               | «Не плачь»          | Максим Рожков      |
| Сольные            |                     |                    |
| 2012               | «Миллион звуков»    |                    |
| 2016               | «Как жаль»          | Антон Барсуков     |
| 2016               | «Ты одна»           | Антон Барсуков     |
| 2017               | «Я украду её»       | Иван Кит           |
| 2019               | «Звёзды сойдутся»   |                    |
| 2019               | «Останови меня»     | Антон Барсуков     |
| 2020               | «The Enemy Inside»  | Марк Сдвигов       |
| 2024               | «Ты настоящая»      | Алина Верипя       |

### Синглы

#### Сольные
- Миллион звуков (2012)
- Как жаль (2016)
- Ты одна (2016)
- Только ты (2017)
- Я украду её (2017)
- Девочка с закрытыми глазами (2018)
- Мир сошёл с ума (2019)
- Звёзды сойдутся (2019)
- Просыпайся (2019)
- Останови меня (2019)
- The Enemy Inside (2020)
- Дыши (2020)
- Mon ami (2021)
- Никогда (2022)
- Ты настоящая (2023)
- Брат (2025)

#### В составе «Непара»
- Другая причина (2020)[48]
- Плачь и смотри (2020)[49]
- Мой ангел (2020)
- Может быть (2021)[50]
- Я был не прав (2022)[51]
- Без любви (2022)
- Притяжение (2024)
- Непара (2025)

#### С другими артистами
- 2019: Твоя свобода-это плен (с Emin)
- 2021: Бог видит (с Игорем Сарухановым)
- 2023: Девочка ждёт (с Николаем Ким)
- 2025: Плачь и смотри (с Ханной)
- 2025: Ты моя женщина (с Сосо Павлиашвили)

## Награды
| Год  | Премия              | Номинация                       | Номинант       | Результат |
| ---- | ------------------- | ------------------------------- | -------------- | --------- |
| 2024 | «Золотой граммофон» | Статуэтка «Золотого граммофона» | «Ты настоящая» | Победа    |